# Gerhard Maasz
Gerhard Maasz (* 9. Februar 1906 in Hamburg; † 28. April 1984 in Ronco sopra Ascona) war ein deutscher Komponist und Dirigent.

## Leben und Werk
Gerhard Maasz, Sohn eines Geigers, studierte am Konservatorium Leipzig unter anderem bei Stephan Krehl und Paul Graener, wirkte dann als Solorepetitor und Kapellmeister in Osnabrück und Braunschweig sowie von 1929 bis 1936 als Kapellmeister am RS Hamburg. Als Mitglied der NSDAP und seit Mai 1933 der NSBO war er von 1936 bis 1938 Musikreferent der Hauptabteilung Musik im Kulturamt der Reichsjugendführung Berlin. Für die Hitlerjugend (1943 Stammführer) komponierte er diverse Chorsätze, Kantaten und Festmusiken. Von 1938 bis 1945 leitete er das Landesorchester Gau Württemberg-Hohenzollern in Stuttgart.
Nach Kriegsende auf der „Schwarzen Liste“ der US-Militärregierung stehend, folgten Stationen als Kapellmeister der Tanzbühne Hamburg und ab 1950 als musikalischer Sachbearbeiter des NWDR Hamburg. 1965 übersiedelte er nach Ronco sopra Ascona. Im schweizerischen Volksbildungsheim Herzberg leitete er jahrelang die internationale Bachwoche.
Gerhard Maasz schuf unter anderem zahlreiche Werke für unterschiedliche Kammermusikbesetzungen, Schauspielmusik und Chorwerke mit Orchester. 
Aus einem von ihm initiierten Kompositionswettbewerb ging 1984 der Gerhard-Maasz-Preis hervor, den seit 1999 die GEMA Stiftung verwaltet. Maasz (1978 Träger der Johannes-Brahms-Medaille) hinterließ nach seinem Tod eine umfangreiche Sammlung von Brahms-Originalmanuskripten.